# Yohann Thuram
Yohann Thuram-Ulien (Courcouronnes, 31 oktober 1988) is een Frans-Guadeloupese voetballer die als doelman speelt.

## Clubcarrière
Thuram speelde in de jeugd bij Bourdons Esnouveaux, Phare du Canal en AS Monaco. In 2008 tekende hij zijn eerste profcontract bij de Monegasken. Hij maakte zijn profdebuut op 29 november 2008 tegen AJ Auxerre. Hij viel na 37 minuten in voor Flavio Roma, die de geblesseerde eerste doelman Stéphane Ruffier verving. Tijdens het seizoen 2010/11 werd hij uitgeleend aan Tours. In juli 2011 vertrok hij transfervrij naar Troyes, waar hij in totaal 29 competitiewedstrijden speelde. Op 30 juli 2013 tekende hij een vierjarig contract bij Standard Luik. Hij gaat de concurrentie aan met Eiji Kawashima. Op dezelfde dag maakte Standard het vertrek van Sinan Bolat naar FC Porto bekend. In het seizoen 2014/2015 kreeg Thuram de voorkeur op Eiji Kawashima en kans hij werd basisspeler. In het seizoen 2015/2016 verloor hij deze status aan Guillaume Hubert.

## Clubstatistieken
| Seizoen | Club                | Land               | Competitie         | Competitie | Competitie | Beker | Beker | Internationaal | Internationaal | Totaal | Totaal |
| Seizoen | Club                | Land               | Competitie         | Wed.       | Dlp.       | Wed.  | Dlp.  | Wed.           | Dlp.           | Wed.   | Dlp.   |
| ------- | ------------------- | ------------------ | ------------------ | ---------- | ---------- | ----- | ----- | -------------- | -------------- | ------ | ------ |
| 2008/09 | AS Monaco           | Vlag van Frankrijk | Ligue 1            | 3          | 0          | 0     | 0     | —              | —              | 3      | 0      |
| 2009/10 | AS Monaco           | Vlag van Frankrijk | Ligue 1            | 1          | 0          | 0     | 0     | —              | —              | 1      | 0      |
| 2010/11 | → Tours FC          | Vlag van Frankrijk | Ligue 2            | 20         | 0          | 0     | 0     | —              | —              | 20     | 0      |
| 2011/12 | Troyes AC           | Vlag van Frankrijk | Ligue 2            | 21         | 0          | 2     | 0     | —              | —              | 23     | 0      |
| 2012/13 | Troyes AC           | Vlag van Frankrijk | Ligue 1            | 38         | 0          | 4     | 0     | —              | —              | 42     | 0      |
| 2013/14 | Standard Luik       | Vlag van België    | Jupiler Pro League | 3          | 0          | 1     | 0     | 3              | 0              | 7      | 0      |
| 2013/14 | → Charlton Athletic | Vlag van Engeland  | Championship       | 4          | 0          | 0     | 0     | —              | —              | 4      | 0      |
| 2014/15 | Standard Luik       | Vlag van België    | Jupiler Pro League | 28         | 0          | 1     | 0     | 3              | 0              | 32     | 0      |
| 2015/16 | Standard Luik       | Vlag van België    | Jupiler Pro League | 12         | 0          | 0     | 0     | 4              | 0              | 16     | 0      |
| 2016/17 | Le Havre AC         | Vlag van Frankrijk | Ligue 2            | 9          | 0          | 1     | 0     | —              | —              | 10     | 0      |
| 2017/18 | Le Havre AC         | Vlag van Frankrijk | Ligue 2            | 28         | 0          | 2     | 0     | —              | —              | 30     | 0      |
| 2018/19 | Le Havre AC         | Vlag van Frankrijk | Ligue 2            | 30         | 0          | 1     | 0     | —              | —              | 31     | 0      |
| 2019/20 | Le Mans FC          | Vlag van Frankrijk | Ligue 2            | 8          | 0          | 1     | 0     | —              | —              | 9      | 0      |
| Totaal  | Totaal              | Totaal             | Totaal             | 205        | 0          | 13    | 0     | 10             | 0              | 228    | 0      |

## Trivia
Yohann is een neef van Lilian Thuram, die met Frankrijk in 1998 het WK won.

## Erelijst
| Beker van België | 1x | 2015/16 |